# Crocy
Crocy település Franciaországban, Calvados megyében. Lakosainak száma 287 fő (2022. január 1.). Crocy Beaumais, Fourches, Le Marais-la-Chapelle, Les Moutiers-en-Auge, Pertheville-Ners, Merri és Ommoy községekkel határos.

## Népesség
A település népességének változása:
| Lakosok száma | 311  | 305  | 304  | 288  | 305  | 314  | 311  | 298  | 291  | 287  |
|               | 1968 | 1982 | 1990 | 2006 | 2013 | 2015 | 2017 | 2019 | 2020 | 2022 |